# Murbeckiella
Murbeckiella é um género botânico pertencente à família Brassicaceae.